# 이민지 (1988년)
이민지(1988년 11월 1일 ~ )는 대한민국의 배우이다. 제21회 부산국제영화제에서 올해의 여자 배우상을 수상했다.

## 학력
- 2007년 ~ 2011년 수원대학교 연극영화과

## 작품 목록

### 영화
- 2010년 《잠복기》 - 현민 역 (단편)
- 2010년 《부서진 밤》 - 초혜 역 (단편)
- 2010년 《짐승의 끝》 - 순영 역 (단편)
- 2011년 《초대》 - 수정 역 (단편)
- 2011년 《애드벌룬》 - (단편)
- 2012년 《피크닉투게더》 - (단편)
- 2012년 《물고기는 말이 없다》 - 현흡 역 (단편)
- 2013년 《달이 기울면》 - 재아 역 (단편)
- 2013년 《서울연애》 - (단편)
- 2013년 《고추가 사라졌다!》 - (단편)
- 2013년 《세이프》 - (단편)
- 2013년 《사이비》 - 영선 친구 1 & 폭주족 4 역
- 2014년 《문감독 예고편: 40min》 - (단편)
- 2014년 《현기증》 - 정혜 역
- 2015년 《비치하트애솔》 - 단발머리 여자 역
- 2015년 《손님》 - 민영 역
- 2016년 《꿈의 제인》 - 소현 역
- 2018년 《사라진 밤》 - 숙경 역
- 2021년 《불어라 검풍아》 - 지나 역
- 2021년 《좀비크러쉬: 헤이리》 - 민현아 역
- 2022년 《공조 2: 인터내셔날》 - 선호 역
- 2024년 《1승》 - 유키 역

### 드라마
- 2014년 다음 TV팟 웹드라마 《썸남썸녀》 - 조연출 역 (특별출연)
- 2014년 JTBC 수요드라마 《선암여고 탐정단》 - 김하재 역
- 2015년 tvN 금토드라마 《응답하라 1988》 - 장미옥 역 (장만옥이자 김정봉 여친)[2]
- 2016년 네이버 TV 웹드라마 《게임회사 여직원들》 - 마시멜 역
- 2016년 tvN 불금불토스페셜 《안투라지》 - 특별출연
- 2017년 MBC 수목드라마 《로봇이 아니야》 - 선혜 역
- 2018년 tvN 월화드라마 《백일의 낭군님》 - 끝녀 역
- 2019년 KBS 2TV 월화드라마 《동네변호사 조들호 2: 죄와 벌》 - 윤소미 역
- 2019년 OLIVE 화요드라마 《은주의 방》 - 특별출연
- 2019년 tvN 수목드라마 《싸이코패스 다이어리》 - 오미주 역
- 2020년 MBC 수목드라마 《꼰대인턴》 - 김미진 역
- 2021년~2022년 MBC 금토드라마 《옷소매 붉은 끝동》 - 김복연 역
- 2022년~2023년 tvN 수목드라마 《조선정신과의사유세풍2》 - 덕기 역
- 2023년 tvN 월화드라마 《청춘월담》 - 복순 역
- 2024년 tvN 토일드라마 《정년이》 - 소이 역 (특별출연)
- 2025년 MBC 금토드라마 《언더커버 하이스쿨》 - 김리안 역
- 2025년 wavve, 왓챠 웹드라마 《찌질의 역사》 - 오연정 역
- 2025년 JTBC 토일드라마 《백번의 추억》 - 권해자 역

## 수상 및 후보
| 연도 | 시상식                    | 부문                  | 작품      | 결과 |
| ---- | ------------------------- | --------------------- | --------- | ---- |
| 2011 | 제37회 서울독립영화제     | 독립스타상 - 배우부문 | 애드벌룬  | 수상 |
| 2012 | 제29회 부산국제단편영화제 | 연기상 - 한국경쟁     | 애드벌룬  | 수상 |
| 2016 | 제21회 부산국제영화제     | 올해의 배우상         | 꿈의 제인 | 수상 |
| 2017 | 제26회 부일영화상         | 신인여자연기상        | 꿈의 제인 | 후보 |
| 2017 | 제38회 청룡영화상         | 신인여우상            | 꿈의 제인 | 후보 |
| 2018 | 제5회 들꽃영화상          | 여우주연상            | 꿈의 제인 | 수상 |
| 2018 | 제23회 춘사영화제         | 여우주연상            | 꿈의 제인 | 후보 |